# Säger

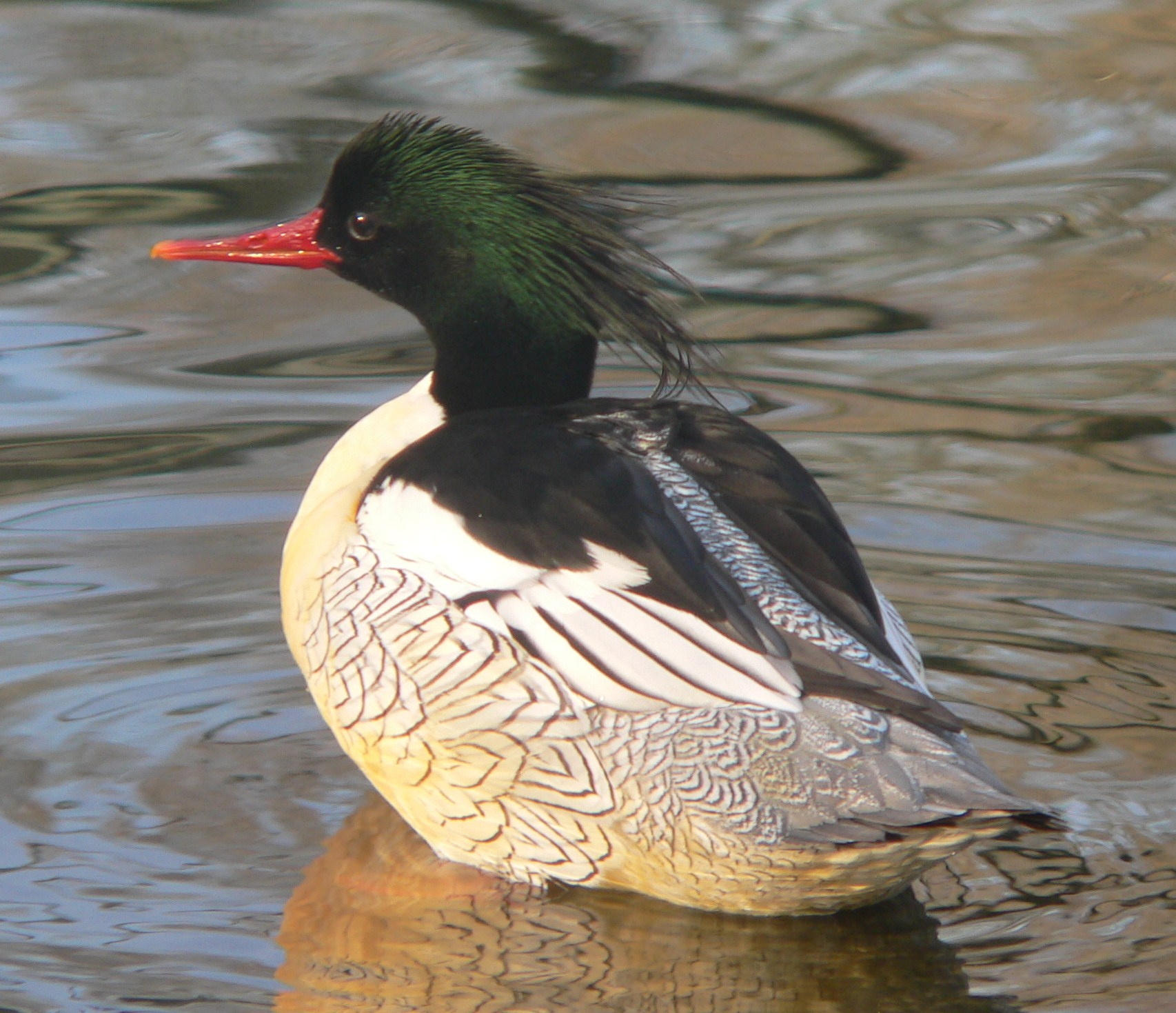
Schuppensäger

Die Säger (Mergus) sind eine Vogelgattung aus der Familie der Entenvögel (Anatidae). Sie gehören zur Unterfamilie der Enten (Anatinae). Kennzeichnend für die Säger ist der schlanke, an den Kanten gesägte Schnabel, der an der Spitze hakenförmig gebogen ist. Er verleiht den Arten dieser Gattung ein Aussehen, das sie sehr augenfällig von den anderen Entenvögeln unterscheidet. Säger ernähren sich überwiegend von Fischen und sind auf Grund ihrer Schnabelform in der Lage, diese gut zu fassen und festzuhalten. Die Gattung enthält insgesamt fünf Arten. 

## Verbreitung und Bestand
In Mitteleuropa sind zwei Arten anzutreffen. Der Mittelsäger (Mergus serrator) ist etwa so groß wie eine Stockente, doch länger und schlanker. Er brütet im Norden Eurasiens und Amerikas. In Mitteleuropa ist er mehr ein Küstenvogel und nur selten im Binnenland anzutreffen. Ein für diese Art wichtiges Winterquartier liegt im Westen der Wattenküste an der Nordsee. Hier versammeln sich im Spätwinter über 10.000 Mittelsäger. Der Gänsesäger (Mergus merganser) ist größer als eine Stockente und an seinem kräftigen, an der Spitze hakenförmig umgebogenen Schnabel gut zu identifizieren. Wie der Mittelsäger ist er ein Brutvogel Eurasiens und Nordamerikas. In Mitteleuropa brütet er in den Alpen der Schweiz, Bayerns und Nordtirols. Er kommt außerdem als Brutvogel in Schleswig-Holstein, Mecklenburg-Vorpommern und Brandenburg vor. Während des Winterhalbjahrs ist er in großer Zahl an der Küste zu beobachten. 
Die übrigen drei Arten sind beziehungsweise waren Brutvögel Asiens, Südamerikas und Neuseelands. Der Aucklandsäger ist in der Neuzeit ausgestorben. Seine Bestände gingen bereits nach der Besiedlung durch Māori stark zurück und er fehlte zum Zeitpunkt der Besiedlung Neuseelands durch Europäer bereits im größten Teil Neuseelands. Die Veränderung der neuseeländischen Lebensräume und die Einführung großer Säuger wie Schweine und Katzen haben dazu geführt, dass er mittlerweile ausgestorben ist. Er wurde letztmals 1902 gesichtet. Der Dunkelsäger gilt als eine sehr stark bedrohte Art, von der möglicherweise nur noch 250 Individuen in Südamerika vorkommen. Bis jetzt sind keine Nachzuchten dieser Art gelungen, die bei anderen, stark bedrohten Entenvögeln dazu beigetragen haben, diese vor dem Aussterben zu bewahren. Der Schuppensäger ist in seiner Verbreitung auf ein kleines Gebiet in Asien begrenzt und weist ebenfalls nur sehr geringe Bestandszahlen auf.

## Arten
- † Aucklandsäger (Mergus australis)
- Dunkelsäger (Mergus octosetaceus)
- Gänsesäger (Mergus merganser)
- Mittelsäger (Mergus serrator)
- Schuppensäger (Mergus squamatus)

Zu den Sägern im weiteren Sinn können auch der in Nordamerika vorkommende Kappensäger (Lophodytes cucullatus) und der Zwergsäger (Mergellus albellus) gezählt werden.

## Belege